# William Cecil (1854-1943)
Pour les articles homonymes, voir William Cecil.
William Cecil (2 novembre 1854 - 16 avril 1943) est un officier de l'armée britannique et courtisan royal.

## Jeunesse
William Cecil est né le 2 novembre 1854, fils cadet de William Cecil (3e marquis d'Exeter) (1825–1895) et de Georgina Sophia Pakenham (décédée en 1909), fille de Thomas Pakenham (1774–1835). Ses grands-parents paternels sont Brownlow Cecil (1795–1867), et Isabella Poyntz, fille de William Stephen Poyntz (1770–1840), un homme politique anglais whig et libéral qui siège à la Chambre des communes entre 1800 et 1837.
Il est le frère de Brownlow Henry George, plus tard le 4e marquis d'Exeter (1849-1898) ; Francis Horace Pierrepont (1851-1889), qui épouse Edith Brookes, fille de William Cunliffe Brooks ; Catherine Sarah (1861–1918), qui épouse Henry de Vere Vane ; le colonel John Pakenham Joicey-Cecil (1867–1942) ; Isabella Georgiana Katherine (décédée en 1903), qui épouse William Battie-Wrightson ; Mary Louisa Wellesley (décédé en 1930), qui épouse James Hozier ; Louisa Alexandrina (décédée en 1950) et Lady Frances Emily (décédée en 1951), toutes deux décédées célibataires.

## Carrière
La carrière militaire de Cecil commence lorsqu'il est nommé sous-lieutenant surnuméraire dans la milice de Northampton et Rutland le 9 mai 1874, avec une promotion ultérieure au grade de lieutenant à partir de la même date. Le 29 novembre 1876, il est transféré aux réguliers en tant que lieutenant dans le régiment royal de la Reine, passant aux Grenadier Guards le 31 janvier 1877. Il sert dans l'expédition Suakin au Soudan en 1885  et est promu capitaine le 18 juillet de cette année.
Cecil est lieutenant-colonel commandant du 4e bataillon (milice) du Royal Lincolnshire Regiment à partir du 16 avril 1890, avec le grade honorifique de colonel. En 1900, le bataillon est stationné à la caserne de Parkhurst sur l'île de Wight, non loin de la résidence de la reine Victoria, Osborne House, où Cecil est un visiteur régulier. Il démissionne de sa commission le 13 septembre 1902, en conservant son grade, et son jeune frère Lord John lui succède au commandement du bataillon. Pendant la Première Guerre mondiale, il est major temporaire dans le 9th Battalion, County of London Volunteer Regiment à partir du 1er septembre 1916, renonçant à sa commission dans la Volunteer Force le 12 mars 1920.
En 1892, il devient palefrenier de la reine Victoria et le reste jusqu'à sa mort en 1901. Il est ensuite Extra Gentleman Usher sous George V de 1924 jusqu'à sa retraite en 1937. En 1909, il est investi commandeur de l'ordre royal de Victoria, CVO, et plus tard, il est également investi bailli grand-croix, ordre très vénérable de l'Hôpital de Saint-Jean de Jérusalem .

## Vie privée
Le 2 septembre 1885, il épouse Mary Tyssen-Amherst, qui succède à son père en tant que baronne Amherst de Hackney en 1909. Lui et sa femme ont quatre enfants avant sa mort en 1919 :
- William Amherst Cecil (1886–1914), qui épouse Gladys Evelyn Baggallay (1884–1947), petite-fille de Richard Baggallay
- Thomas James Amherst Cecil (1887–1955), qui épouse Vera Agnes Barclay (née en 1888), petite-fille d'Alexander Charles Barclay
- John Francis Amherst Cecil (1890–1954), qui épouse Cornelia Stuyvesant Vanderbilt (1900–1976), fille de George Washington Vanderbilt II et Edith Stuyvesant Dresser en 1924. Ils divorcent en 1934 [5].
- Henry Mitford Amherst Cecil (1893–1963), qui épouse l'hon. Yvonne Cornwallis (1896-1983), fille de Fiennes Cornwallis

Le 14 août 1924, après la mort de sa femme en 1919, il épouse Violet Maud Freer (décédée en 1957), fille de Percy Freer et ex-épouse de Herbert Oswald Collyer .
Cecil est décédé le 16 avril 1943 à Haywards Heath dans le Sussex .